# هيو دالاس
هيو دالاس (بالإنجليزية: Hugh Dallas)‏ (ولد في 26 أكتوبر 1957) هو حكم كرة قدم اسكتلندي دولي سابق، شارك بالتحكيم في دورة الألعاب الأولمبية الصيفية سنة 1996، وبطولتي كأس العالم 1998 وكأس العالم 2002، وكأس الأمم الأوروبية لكرة القدم 2000، كما قام بتحيكم المبارة النهائية لدوري أبطال أوروبا سنة 1999.

## روابط خارجية
- هيو دالاس على موقع IMDb (الإنجليزية)
- هيو دالاس على موقع Soccerway.com (الإنجليزية)
- هيو دالاس على موقع أوليمبيديا (الإنجليزية)